# 熊一渶
熊一渶（1472年—？），榜名楊一渶，後恢復姓熊，字子山，广东广州府南海县人，民籍，明朝政治人物。

## 生平
弘治十一年戊午科廣東鄉試第十三名舉人。弘治十二年（1499年）中式己未科會試第七十五名，三甲第三十六名進士。授兵科給事中，正德五年（1510年）二月升户科左給事中，十月升吏科都給事中，六年十一月升順天府府丞，十年十一月改太仆寺少卿，十一年九月遷太常寺少卿，十四年三月升本寺卿，提督四夷馆，嘉靖二年（1523年）十月升都察院右副都御史巡抚贵州等处兼理军务，嘉靖四年请旨復姓熊，五年十月升南京大理寺卿，六年十一月巡按贵州御史施山劾奏熊一渶前巡抚贵州时赃私狼藉，且轻率寡谋，以致芒部沙保之乱。上曰：一渶贪秽显著，禠职未尽其辜，仍令御史按验追赃。

## 家族
曾祖楊德貴；祖楊彦楨，以子杨孟芳封户部主事；父楊仲芳。母梁氏。具庆下。兄熊一江、熊一源（弘治乙卯舉人、贡士）。弟熊一洵。子熊维翰。